# Artaxias IV d'Arménie
Pour les articles homonymes, voir Artaxias et Ardachès.
Artaxias ou Artachès IV d'Arménie (en arménien Արտաշես Դ) est le dernier roi arsacide d'Arménie, de 423 à 428.

## Biographie
Artachès IV est le fils du roi Vram Châpouh. Sa mère est probablement la reine Varazdoukht. Les nakharark arméniens, inquiets de l'anarchie dans laquelle se débat le pays depuis la mort du roi Châhpûhr de Perse en 421, demandent au nouveau roi sassanide Vahram V de leur donner comme souverain le fils de leur avant-dernier roi national Vram Châhpouh. D'après Moïse de Khorène c'est le patriarche Sahak Ier (387-428) qui prend l'initiative de cette décision et envoyé en ambassadeur son propre petit-fils Vardan Mamikonian et l'aspet (chef de la cavalerie) Smbat III Bagratouni. Le roi Vahram V donne son accord et le jeune Artaxias (ou Ardachir/Artachès IV), âgé de 18 ans, est investi de la royauté arménienne. 
Son règne ne dure que 6 ans. Prenant prétexte des mœurs dissolues, notamment du goût pour les femmes, du jeune roi, les féodaux arméniens résolvent de se défaire de lui. Le patriarche Sahak plaide en vain la cause de ce roi national auprès du roi Vahram V. Les nakharark obtiennent en 428 de Vahram V l'abolition  de la monarchie et la déposition de Sahak. La suppression de la dynastie nationale arménienne et la déposition de la famille patriarcale à laquelle l'Église arménienne devait sa fondation marquent la fin de l'Arménie antique. On ne connaît pas le sort ultérieur d'Artaxias. 
Le roi Vahram V charge alors du gouvernement de l'Arménie un grand seigneur iranien, Vêh Mihr Châhpouhr, qui reste marzbân (margrave) de 428 à 442.  